# Indonesia ai Giochi della XVII Olimpiade
L'Indonesia partecipò ai Giochi della XVII Olimpiade che si sono svolti a Roma dal 25 agosto all'11 settembre 1960, con una delegazione di 22 atleti impegnati in otto discipline per un totale di 17 competizioni.
Fu la terza partecipazione di questo paese ai Giochi. Non furono conquistate medaglie.